# Норт-Ілінг (станція метро)
51°31′03″ пн. ш. 0°17′21″ зх. д. / 51.51755° пн. ш. 0.289053° зх. д.
Норт-Ілінг (англ. North Ealing) — станція лінії Пікаділлі Лондонського метро. Розташована у 3-й тарифній зоні, у районі Ілінг, між станціями — Ілінг-коммон та  Парк-Роял. Пасажирообіг на 2017 рік — 0.83 млн осіб.
Конструкція станція — наземна відкрита, з двома береговими платформами.

## Історія
- 28. червня 1903: відкриття станції у складі лінії Метрополітен-Дистрикт[en][4]
- 4. липня 1932: трафік станцією змінено з лінії Дистрикт на Пікаділлі

## Пересадки
- На метростанцію Вест-Актон
- На автобуси London Buses маршрутів: 112, 483 та нічний маршрут N83

## Послуги
| Попередня станція | Лінія | Лінія                            | Лінія | Наступна станція |
| ----------------- | ----- | -------------------------------- | ----- | ---------------- |
| Ілінг-коммон      |       | Лондонське метро Лінія Пікаділлі |       | Парк-Роял        |